# Serafino Vannutelli
Serafino Vannutelli,  (* 26 de noviembre de 1834 - † 26 de agosto de 1915) fue un cardenal italiano.

## Biografía
Nacido en Genazzano, donde estudió y se graduó en filosofía antes de estudiar teología en el Colegio Capranica de Roma.
Después de enseñar teología en el Seminario Pontificio, se convirtió en secretario del nuncio papal en Baviera.
Cruzó el océano para convertirse en auditor en la corte de Maximiliano I en México, y delegado apostólico en Ecuador, Perú, Colombia y Centroamérica. 
Fue nombrado nuncio apostólico en Bruselas en 1875. Su estancia en Bruselas se detuvo abruptamente cuando el gobierno belga rompió las relaciones diplomáticas con la Santa Sede el 28 de junio de 1880. Ese mismo año, siguió como nuncio, pero ahora en Viena.
En los primeros seis meses de 1893 se desempeñó como arzobispo de Bolonia, hasta que fue nombrado penitenciario Mayor. Vannutelli fue creado cardenal presbítero de S. Girolamo degli Schiavoni dei Croati en 1887. 
Desde 1899 hasta su muerte en 1915 fue Penitenciario Mayor de la Penitenciaría Apostólica.
Cuando el cardenal Sarto se convirtió en el Papa Pío X en 1903, se supo que era él candidato de la Triple Alianza.
Su cuerpo fue sepultado en la capilla de Propaganda Fide del Cementerio del Verano.
| Predecesor: Luigi Oreglia di Santo Stefano | Decano del Colegio Cardenalicio 1913 - 1915 | Sucesor: Vincenzo Vannutelli |

- Datos: Q525018
- Multimedia: Serafino Vannutelli / Q525018